# Đại dịch COVID-19 tại Rwanda
Đại dịch COVID-19 đã được xác nhận đã lan sang Rwanda vào ngày 14 tháng 3 năm 2020, khi trường hợp đầu tiên của COVID-19 được xác nhận.
Tính đến ngày 30 tháng 12 năm 2023, Rwanda ghi nhận 133,518 trường hợp nhiễm COVID-19 và 1,468 trường hợp tử vong.